# New Hartford
New Hartford, kommun (town) i Litchfield County, Connecticut, USA med cirka 6 088 invånare (2000).  Den har enligt United States Census Bureau en area på 98,7 km².